# Rodersdorf
Rodersdorf je obec ve švýcarském kantonu Solothurn. Žije zde přibližně 1 300 obyvatel.

## Geografie
Rodersdorf se nachází na severozápadě Švýcarska, přímo u hranic s Francií. Území obce zasahuje výrazně daleko do francouzského území (Alsaska); 88 % hranice obce je zároveň hranicí švýcarskou. Obec se nachází spolu s několika dalšími obcemi v solothurnské části oblasti Leimental, exklávě kantonu Solothurn, která je ze švýcarské strany obklopena kantonem Basilej-venkov. Protože Rodersdorf leží přímo na kopci na severním úpatí Jury, musela být tramvajová trať do Rodersdorfu vedena přes Francii. V roce 2014 tvořila 14 % rozlohy obce zastavěná plocha, 31 % lesy a lesní pozemky, 54 % zemědělství a o něco méně než 1 % neproduktivní půda.
Rodersdorf sousedí s francouzskými obcemi Biederthal, Oltingue, Liebenswiller a Leymen a s obcí Metzerlen-Mariastein v kantonu Solothurn.

## Historie

Letecký pohled (1950)

Více než dvě desítky kamenných seker v regionálních sbírkách svědčí o tom, že v této oblasti žili lidé již v neolitu. Při stavbě plynovodu v roce 2000 byla na vzdálenosti asi sto osmdesáti metrů nalezena keramika ze střední doby bronzové. Z přechodu doby bronzové do doby železné pochází kremační hrob v prostoru dnešního sídliště.
V posledních letech byl v centru obce objeven a částečně prozkoumán zámeček římského panství. Zároveň byly pod současnou osadou objeveny stopy římské kovárny s více než tunou kovářské strusky a základy galorománského chrámu. Pod kovárnou byly nalezeny stopy římského vodního mlýna, třetího na švýcarské půdě. Roztroušené nálezy po celé ploše osady naznačují existenci většího komplexu.
V prostoru galořímského chrámu bylo nalezeno raně středověké pohřebiště. Archeologicky bylo prozkoumáno přes šedesát hrobů. Pocházejí ze 6. a 7. století a většina z nich obsahovala hrobové výbavy. Vykopávky dosud nebyly analyzovány. Další raně středověké pohřebiště bylo nalezeno v základech římského dvorce.

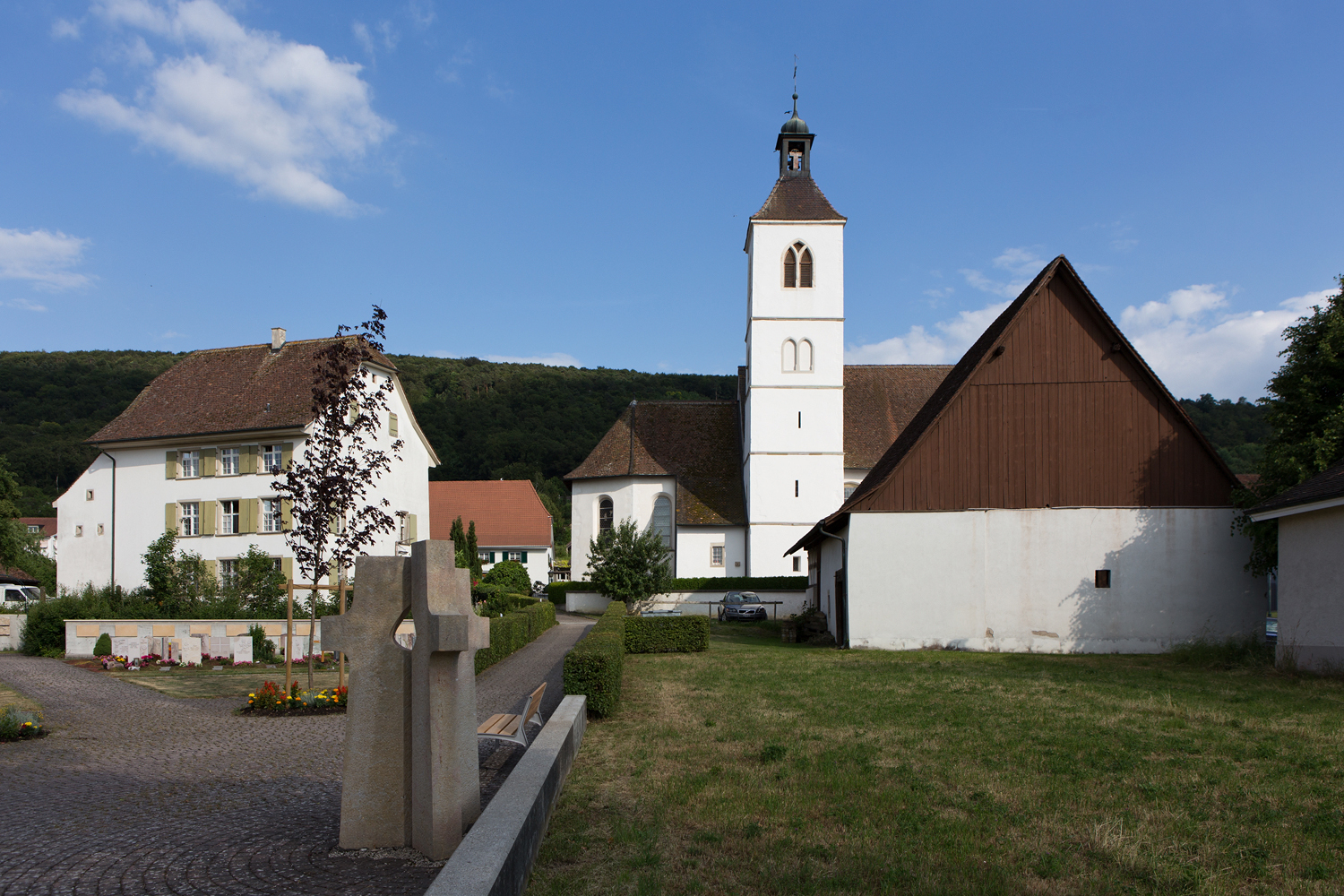
Kostelní areál

Ve vrcholném středověku se kolem roku 1150 objevuje šlechtický rod Biederthanů (z Biederthalu v Horním Alsasku). Jejich majetek však císař Fridrich Barbarossa v roce 1168 převedl na Habsburky. Rytířský rod Biederthanů zmiňován v roce 1197 spolu se svými příbuznými, rytíři z Ratolsdorfu (Rodersdorfu). V další generaci se od Ratolsdorfských oddělila vedlejší linie Rapperchů, později Rotbergů.
Od té doby se Ratolsdorfští vyskytovali v habsburských službách v Alsasku, mimo jiné jako zřízenci, až do jejich vymření kolem roku 1440. Rotbergové šli v jejich stopách jako vesničtí páni nad Rodersdorfem. V 15. století trpěl region napětím mezi prorakousky smýšlejícím rytířstvem, městy a konfederáty. Zbytky vesnice Biedersdorf/Bisisdorf, která byla během těchto nepokojů kolem roku 1440 opuštěna, byly objeveny při stavbě plynovodu v roce 2000 na území dnešní obce Rodersdorf. V roce 1515 prodali Rotbergové císařské léno Rotberg a Rodersdorf včetně dvora Leihauser Hof Solothurnu. Rodersdorf se tak stal součástí Solothurnu a zároveň i Švýcarské konfederace.

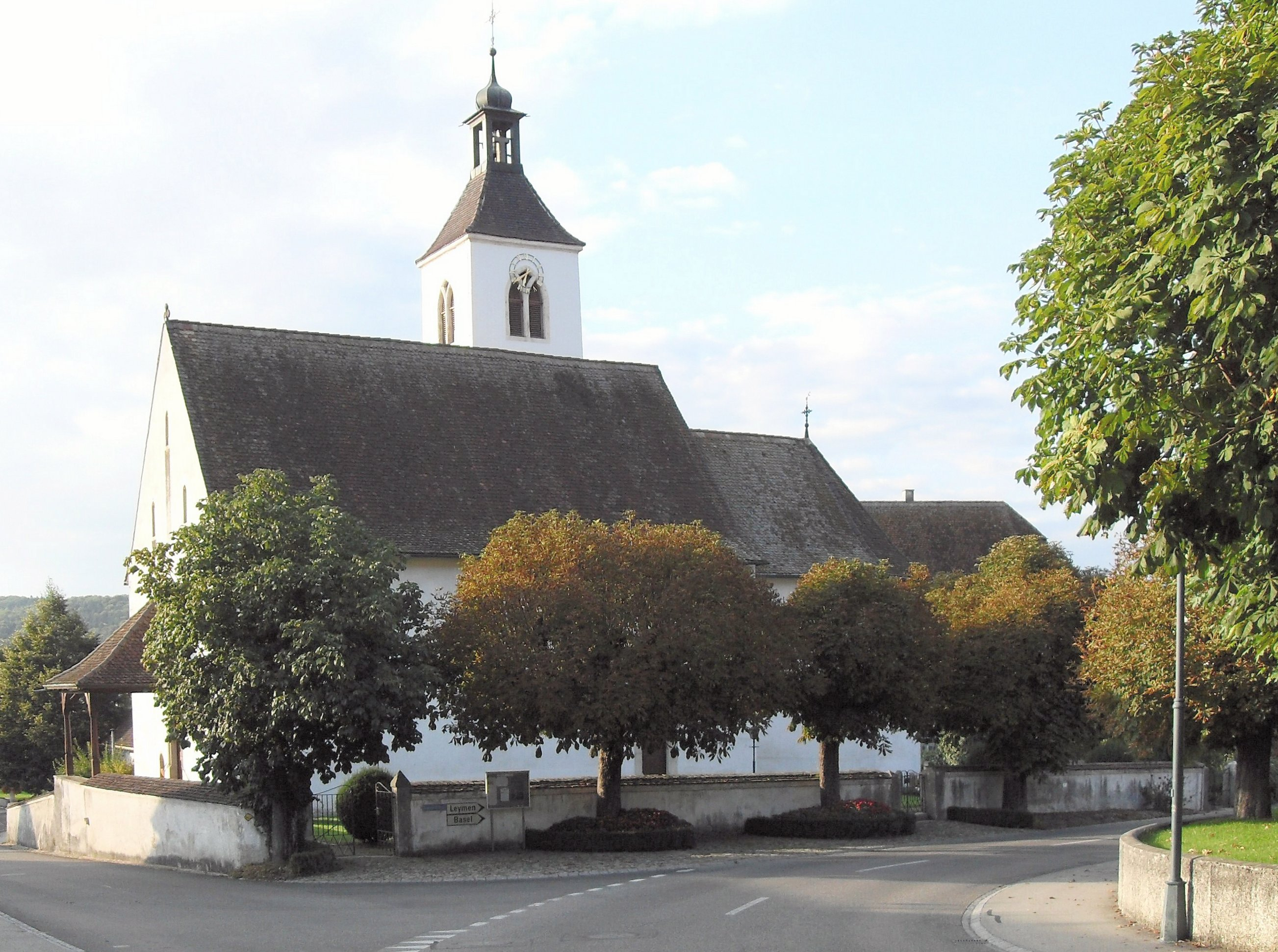
Kostel

Rodersdorf tvořil farnost s farnostmi Biederthal, Liebenswiller a Burg. Biederthal byl pod habsburskou vládou, stejně jako Liebenswiller, ale stejně jako knížecí biskupský hrad podléhal pánům z Wessenbergu. Po třicetileté válce připadly Biederthal a Liebenswiller v roce 1648 Francii. Od té doby se v rodersdorfském farním kostele setkávali obyvatelé Rodersdorfu ze Solothurnu, Francouzi z Biederthalu a Liebenswilleru a lidé z oblasti Burgthal, náležící ke knížecímu biskupství Basilej.
Na rozdíl od ostatních vesnic ve farnosti byl Rodersdorf během třicetileté války obtěžován a poškozován válčícími stranami, ale vyvázl relativně bez úhony. V roce 1643 byla přestavěna dosud existující fara a v letech 1670–1680 dostal kostel svou současnou velikost.
Konec farnosti přinesla Francouzská revoluce. Celé Horní Porýní bylo vyčleněno z basilejské diecéze a připojeno ke Štrasburku, a proto byly v roce 1804 od Rodersdorfu odděleny i zahraniční farnosti. Obecně si Leimental politicky nárokovali také Francouzi. Oddělení však nebylo nikdy dokončeno a enklávu, která byla od roku 1792 zcela uzavřena Francii, se podařilo zachránit v novém uspořádání, kde se Rodersdorf stal s následným liberálním převratem poloautonomní obcí dnešního charakteru.
V roce 2002 Rodersdorf jako první obec ve Švýcarsku zavedl elektronickou veřejnou správu a v roce 2003 získaly oficiální internetové stránky Rodersdorfu mediální cenu za nejlepší obecní internetové stránky ve Švýcarsku.

## Obyvatelstvo
| Rok            | 1798 | 1850 | 1860 | 1870 | 1880 | 1888 | 1900 | 1910 | 1920 | 1930 | 1941 | 1950 | 1960 | 1970 | 1980 | 1990 | 2000 |
| Počet obyvatel | 367  | 448  | 409  | 423  | 420  | 405  | 376  | 408  | 429  | 398  | 365  | 418  | 435  | 517  | 783  | 1041 | 1279 |

Většina obyvatel (k roku 2000) hovoří německy (1229, tj. 96,1 %), druhá nejčastější je francouzština (16, tj. 1,3 %) a třetí angličtina (12, tj. 0,9 %).

## Hospodářství
Obec se nachází ve hospodářském regionu severozápadního Švýcarska a těží z blízkosti města Basileje. Nabízí velké množství pracovních míst v mnoha malých a středních podnicích.

## Doprava

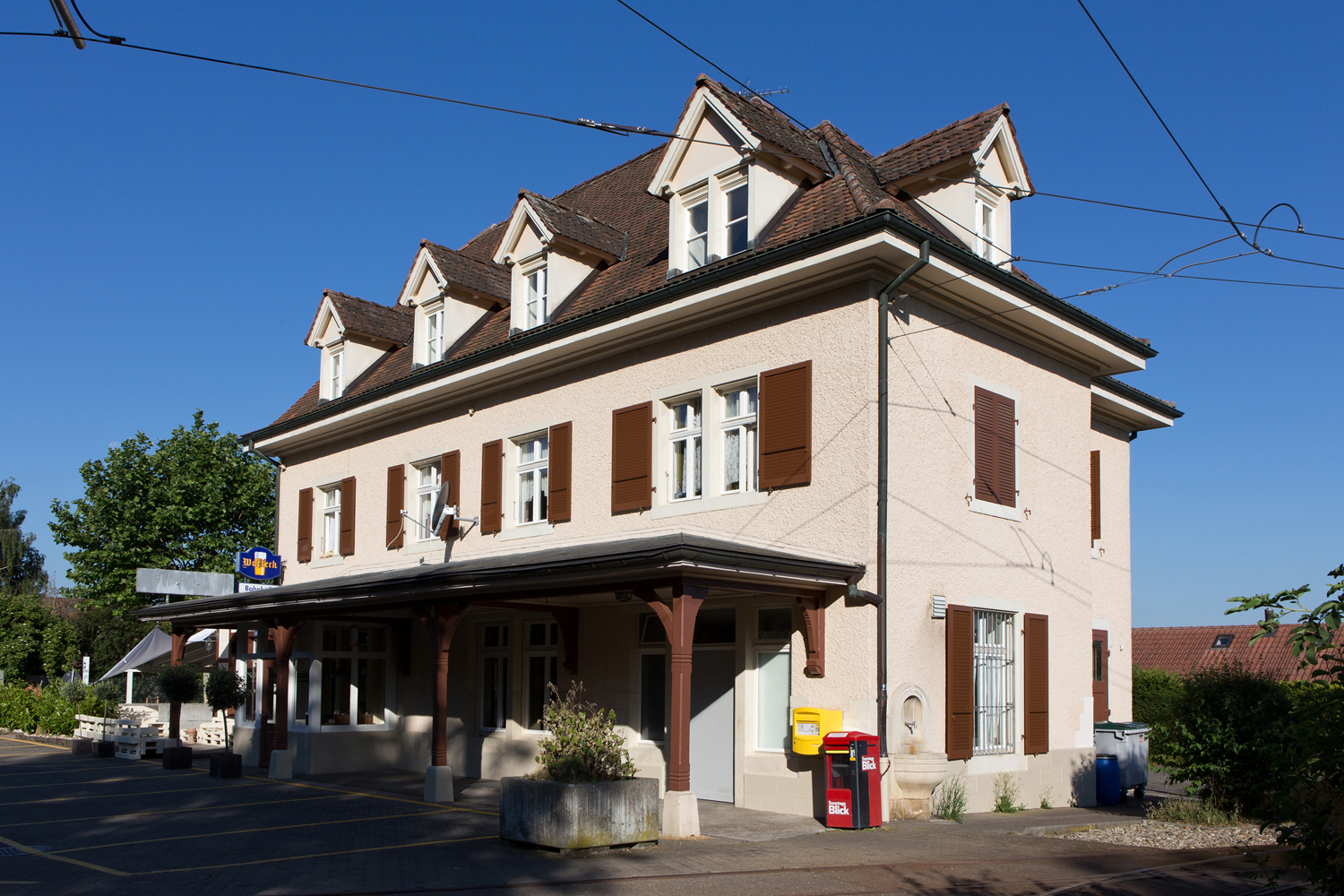
Železniční stanice, nyní konečná tramvaje

Na konečnou stanici Rodersdorf jezdí tramvajová linka 10 společnosti BLT (Baselland Transport). Od roku 1986 je linka 10 druhou nejdelší tramvajovou linkou v Evropě po belgické Kusttram. Protože z geografických důvodů vede několik kilometrů přes Francii a obsluhuje tamní stanici Leymen, je považována za nejdelší mezinárodní tramvajovou linku. BLT dříve provozovala příměstskou železnici jako linku 17. Protože po trati nyní jezdí tramvajové vlaky, musela být na konečné vybudována obratiště. V roce 1910 Německo, k němuž tehdy Alsasko patřilo, souhlasilo s výstavbou tratě s metrovým rozchodem, trati Basilej–Rodersdorf, pouze pod podmínkou, že bude vybudována stanice také v Leymenu. Nejkratší trasa přes Francii vede rovněž autem; trasa přes Metzerlen je zajížďkou.